# はねゆり
はねゆり（1989年〈平成元年〉9月18日 - ）は、日本の女性ファッションモデル、歌手、女優。所属事務所はキティライツ&エンターテイメント。

## 略歴
- 2004年7月から翌2006年5月までローティーン向けファッション雑誌『melon』の専属モデルとして活動。同年6月から2008年まではハイティーン向けファッション雑誌の『セブンティーン』（集英社）の専属モデルを務めた。
- 2007年7月、テレビドラマ『週刊 赤川次郎〜美しい闇〜』（テレビ東京）で本格的な女優デビューを果たす。同年8月、『WHITE MEXICO』で初の映画出演。
- 2013年10月、舞台「余白な僕ら」（出演：山崎画大・真山奈緒・荒浪和紗・有沢未希）などの代表作で注目を集める。
- ガールズバンドのBye Bye Boyのボーカルを務めていた。

## 人物
- 兄が1人いる[1]。
- タレントスクールのキャレス名古屋校出身。
- ヨガインストラクターの小野麻亜矢[2]や、映画「櫻の園」で共演した大島優子[3]と仲が良い。
- 声優の戸松遥とは中学、高校時代に同じ学校の同級生だった[4]。
- 2013年より犬（トイプードル）を飼っており名前はピッピ。由来は長くつ下のピッピから。

## 活動

### 雑誌
- melon（2004年7月号 - 2005年5月号） - 専属モデル
- セブンティーン（集英社、2006年7月号 - 2008年8号） - 専属モデル

### テレビドラマ
- 週刊 赤川次郎 「美しい闇」（2007年7月、テレビ東京） - 丸山礼美 役
- コールセンターの恋人（2009年7月 - 9月、朝日放送/テレビ朝日） - 白井萌 役
- もやしもん（2010年7月 - 9月、フジテレビ） - 及川葉月 役
- 新・警視庁捜査一課9係 season2 第8話（2010年8月18日、テレビ朝日） - 高木由奈 役
- 法医学教室の事件ファイル32（2011年11月22日、テレビ朝日） - 相沢くるみ 役
- Answer〜警視庁検証捜査官 第7話（2012年5月30日、テレビ朝日） - 坂下香織 役
- 遺留捜査 第3話（2012年8月2日、テレビ朝日） - 望月奈々 役
- 警視庁捜査一課9係 season9 第1話（2014年7月9日、テレビ朝日） - 八木綾子 役
- 仮面ライダードライブ 第27話、第28話（2015年4月26日・5月3日、テレビ朝日） - 相馬頼子 役
- 科捜研の女 第15シリーズ 第6話（2015年11月26日、テレビ朝日） - 桐野若菜 役
- はぶらし/女友だち 第4話、第5話（2016年1月26日・2月2日、NHK BSプレミアム） - 飯島樹里 役

### 携帯ドラマ
- 最恐ダーリン（2009年11月9日〜配信） - 春菜 役

### 映画
- WHITE MEXICO[5]（2007年、監督：井上春生） - 佐藤祐未 役
- 櫻の園（2008年11月8日公開、監督：中原俊） - 横田奈々美（アーニャ） 役
- アバター（2011年4月30日公開、監督：和田篤司） - 松元直美 役
- 第九条（2016年7月2日公開、宮本正樹監督）[6][7]

### ネットドラマ
- 恋する血液型 シーズン2（2009年） - 怜 役

### オリジナルビデオ
- ドライブサーガ 仮面ライダーマッハ/仮面ライダーハート （2016年） - 西堀令子 役

### CM
- .hack（バンダイナムコ、2006年7月 - ）
- C.C.レモン（サントリー）
  - 『登り坂』篇（2007年） 北乃きい、河合いよと共演
  - 『校内カップル』篇（2007年） 北乃きい、河合いよと共演
- 全農「国産」（2008年）
- マクドナルド「マックでDS大人編」（2010年7月）
- メイル乳業「神戸食堂(神戸カレー)」（2010年12月）韓国で放映
- サミー「パチスロ」（2011年12月）
- サブウェイ（2012年7月）
- パナソニック「IHコンロ」名古屋編（2012年10月）
- 日本コカコーラ「いろはすみかん いろはすりんご」

### 舞台
- ネオロマンス♥️ステージ 遙かなる時空の中で 舞一夜（2008年1月25日 - 2月3日、サンシャイン劇場 / 2月13日 - 16日、メルパルク大阪 / 再演；8月13日 - 17日、なかのZERO大ホール） - 主人公・元宮あかね 役
- ネオロマンス♥ステージ 遙かなる時空の中で〜朧草紙〜（2009年1月4日 - 18日、サンシャイン劇場 / 1月31日 - 2月1日、大阪厚生年金会館 芸術ホール / 再演；8月12日 - 16日、なかのZEROホール） - 主人公・元宮あかね 役
- 朗読劇「苦情の手紙」（2009年5月）
- ムーラン・ドゥ・ラ・ギャレット（2009年9月5日 - 12日） - アリスマルダー 役（椿姫彩菜とダブルキャスト）
- Z団第8回公演「リバースヒストリカ」（2010年5月8日 - 16日） - ちなつ 役
- デスティニー（2011年4月29日 - 5月22日） - アイシャ 役
- 美しの水（2011年8月22日 - 9月4日） - 常盤御前 役
- 舞台 銀河英雄伝説 - フレデリカ・グリーンヒル 役
  - 第二章 自由惑星同盟篇（2012年4月14日 - 22日、東京国際フォーラム / 28日・29日、NHK大阪ホール）
  - 第三章 内乱（2013年3月31日 - 4月13日、青山劇場）
  - 第四章 前篇 激突前夜（2013年11月29日 - 12月2日、東京国際フォーラム）
  - 第四章 後篇 激突（2014年2月12日 - 3月2日、青山劇場）
  - 星々の軌跡（2015年6月10日 - 6月21日、Zeppブルーシアター六本木）
- ROBOTICS;NOTES（2013年5月3日 - 12日、全労済ホール スペースゼロ） - 天王寺綯 役
- 余白な僕ら（2013年10月30日 - 11月4日） - 森谷栞 役
- キッカケの場所（2013年12月27日 - 29日） - 今野祐子 役
- 舞台「青の祓魔師」〜青の焔 覚醒編／京都 不浄王編〜（2014年6月21日 - 29日、サンシャイン劇場） - 神木出雲 役
- 江戸のえじそん（2014年7月11日 - 21日）
- PERSONA3 the Weird Masquerade ～群青の迷宮～（2014年9月16日 - 23日、シアター1010） - チドリ 役
- HYSTERIC6（2014年12月2日 - 7日） - リン 役

### PV
- Aqua Timez『千の夜をこえて』
- SUGER『廃墟に咲く花〜FORGET ME NOT〜』

### 歌
- この道 - 2006年3月14日
- My News - 2006年5月10日

### ゲーム
- MISS PRINCESS ミスプリ!（2011年11月17日） - 姫岡こころ 役 ※声の出演